# Kevin Williamson
Kevin Meade Williamson (nascut el 14 de març de 1965) és un guionista, director i productor nord-americà. És conegut per desenvolupar i escriure el guió de la pel·lícula slasher Scream (1996), que va llançar la franquícia Scream —juntament amb els de Scream 2 (1997) i Scream 4 (2011). També és conegut per crear la sèrie dramàtica per a adolescents WB Dawson's Creek (1998–2003), la sèrie de drama sobrenatural CW The Vampire Diaries (2009–2017), la Fox sèrie de thriller criminal The Following (2013–2015) i la CBS All Access sèrie de thriller Tell Me a Story (2018–2020).
Williamson també va escriure els guions de les pel·lícules I Know What You Did Last Summer (1997), The Faculty (1998), Cursed (2005) i Sick (2022). Va fer el seu debut com a director amb la pel·lícula de comèdia negra Segrestant la senyoreta Tingle (1999), que segueix sent el seu únic treball com a director fins ara.

## Primers de la vida
Williamson va néixer a New Bern, Carolina del Nord, el fill petit de Faye i el pescador Wade Williamson. Va passar els seus primers anys a Aransas Pass, Texas, prop de Corpus Christi, Texas. La família de Williamson va tornar a Carolina del Nord durant els seus anys de secundària. Després va assistir a l'East Carolina University a Greenville, Carolina del Nord, on va rebre un BFA en arts teatrals.
Va dir a l'entrevistadora d' Entertainment Weekly, Melissa Maerz, "Quan jo era gran, la meva mare i el meu pare em van portar al Museu Poe a Richmond (Virgínia). Era una petita casa al centre de la ciutat, i a les parets hi havia escrit The Raven. Havies de moure't d'una habitació a l'altra per llegir tota la història. Vaig pensar que era la millor cosa del món."

## Carrera

### Primers anys (1990–1994)
Després de graduar-se, es va traslladar a Nova York per seguir una carrera d'actor. Tot i que va aconseguir un paper a la telenovel·la Another World el 1990, es va traslladar a Los Angeles l'any següent, on va tenir petits papers a la televisió. sèrie In Living Color, a les pel·lícules Dirty Money i Hot Ticket, i en vídeos musicals. Mentre feia classes de guió a la UCLA, va escriure el seu primer guió, Killing Mrs. Tingle (més tard retitulat Segrestant la senyoreta Tingle) que va ser comprat per una productora l'any 1995 i posat a la prestatgeria.

### Producció principal (1995-1998)

#### Scream
Inspirat en l'episodi del 9 de març de 1994 de la revista de notícies Turning Point sobre Danny Rolling, un assassí en sèrie a Gainesville (Florida), que s'aprofitava dels estudiants universitaris, Williamson va escriure un guió de pel·lícula de terror, originalment titulat Scary Movie. Els seus personatges havien vist moltes pel·lícules clàssiques de terror (per exemple, Halloween, Malson a Elm Street) i coneixien tots els tòpics. Miramax va comprar el guió per 400.000 dòlars per al seu nou segell Dimension Films a la primavera de 1995. Dirigida per Wes Craven, la pel·lícula va ser rebatejada com Scream, i es va estrenar als Estats Units el 20 de desembre de 1996. Es va convertir en un èxit comercial i un èxit de crítica, que finalment va obtenir 173 milions de dòlars en vendes d'entrades a tot el món.
Kevin Williamson va guanyar el Premi Saturn al millor guió el 1996 pel seu treball a Scream.
El 1997, Dimension Films va llançar Scream 2, també escrit per Williamson. També va ser un èxit de crítica i taquilla i va obrir el camí per a dues entregues més, Scream 3 (2000) i Scream 4 (2011). Aquest últim va ser escrit per Williamson.

#### Dawson's Creek
Paul Stupin, un executiu de Columbia TriStar Television, va llegir Scream després que la licitació fos pel guió i va estar convençut que Williamson era l'home per crear una sèrie de televisió per a la seva empresa. El resultat va ser Dawson's Creek, un conte semi-autobiogràfic ambientat en una petita comunitat costanera semblant a Oriental. Williamson va ser el model del personatge principal, Dawson Leery, un romàntic sense esperança que està obsessionat amb les pel·lícules, especialment les de Steven Spielberg. Joey Potter, la noia platònica de la porta del costat, es basava en un amic de la vida real de Williamson quan era jove.
El desembre de 1995, el programa va ser llançat a la Fox Network, on Stupin havia estat un executiu, però va ser rebutjat. Llavors, el 1996, Stupin i Williamson van anar a, i van arribar a un acord amb The WB. Williamson va dir, "Ho vaig presentar com a Some Kind of Wonderful, part Pump Up the Volume , part James at 15, part My So-Called Life, part Little House on the Prairie." Dawson's Creek es va estrenar a The WB el 20 de gener de 1998 i va ser un èxit immediat que va ajudar a llançar la cadena de televisió de nova creació.
El 1999, Williamson va deixar el programa per centrar-se en altres esforços, entre ells Wasteland de l'ABC, que no va aconseguir atreure una audiència considerable. i es va cancel·lar després de la seva primera temporada de tretze capítols. Més tard va tornar a Dawson's Creek per escriure la els dos episodis finals de la sèrie el 2003.

#### I Know What You Did Last Summer
El 1997, Williamson va escriure la seva següent pel·lícula, I Know What You Did Last Summer, basada en una novel·la de Lois Duncan. Centrat en quatre amics de secundària que accidentalment atropellen un home i llancen el seu cos en un intent de continuar amb la seva vida, la trama se centra en els quatre amics un any després de l'accident quan es converteixen en víctimes d'un assetjador en sèrie. Tot i rebre crítiques negatives de la crítica, la pel·lícula va ajudar a llançar les carreres dels actors Jennifer Love Hewitt, Freddie Prinze, Jr., Sarah Michelle Gellar i Ryan Phillippe. També va generar dues seqüeles, en cap de les quals va estar involucrat Williamson.

### Treball posterior (1999–2008)
Williamson va deixar la feina d'escriure el guió complet de Scream 3 per dirigir el seu primer guió escrit, originalment titulat Killing Mrs. Tingle, un thriller de comèdia, inspirat en un esdeveniment que va viure a l'escola secundària. Segrestant la senyoreta Tingle (com va ser rebatejat després de la Massacre de Columbine) va seguir a un grup d'estudiants que es venjaven de la seva reivindicativa mestra.
El 1999, Williamson va crear Wasteland, una versió sexualitzada nocturna del seu programa anterior, Dawson's Creek. Es va emetre només 3 episodis l'octubre de 1999 abans de ser cancel·lada. Els 10 episodis restants es van emetre al canal ShowNext de Showtime el 2001.
El 2001, Williamson va crear Glory Days com a reemplaçament de mitja temporada de The WB. La sèrie seguia un novel·lista que tornava a la seva ciutat natal, una comunitat costanera dins de l'estat de Washington, que estava experimentant fets estranys, que semblaven reflectir la trama de l'ABC. Twin Peaks. Va debutar el gener de 2002, la sèrie va ser cancel·lada després de l'emissió de nou episodis.
Williamson va escriure un altre guió que Wes Craven aniria a dirigir anomenat Cursed, després d'un primer rodatge fallit protagonitzat per un repartiment gairebé completament diferent abans de reescriure i reescriure el guió que va convertir el projecte en quelcom nou, finalment es va estrenar l'any 2005. A causa dels molts canvis de guió, retards en la producció i baix pressupost promocional a causa de totes les re-gravacions, la pel·lícula no es va presentar a taquilla.
Més tard aquell mateix any, Dimension Films va estrenar la pel·lícula de terror de Williamson, Venom, sobre un grup d'adolescents acostats per un assassí boig a les badies de Louisiana. Williamson apareix com a productor de la pel·lícula, però no com a escriptor. La pel·lícula es va obrir a crítiques negatives i va patir a la taquilla, obtenint menys de 900.000 dòlars en ingressos bruts.
El 2006, Williamson va començar la producció d'un nou drama per a adolescents, titulat provisionalment Palm Springs, per a The CW, el successor de la cadena the WB. Més tard retitulada Hidden Palms, la sèrie va ser un drama sobre la majoria d'edat sobre un adolescent amb problemes que es trasllada amb la seva mare i el seu nou padrastre a una comunitat tancada a Palm Springs (Califòrnia), on descobreix secrets foscos sobre els seus veïns i els inquilins anteriors de casa seva. Hidden Palms estava pensat originalment per ser un reemplaçament de mitja temporada que s'emetaria al març, però la seva franja horària es va omplir amb Pussycat Dolls Present: The Search for the Next Doll. El pilot es va estrenar finalment el 30 de maig de 2007, amb crítiques favorables. No obstant això, després de vuit episodis, la sèrie es va cancel·lar a causa de les baixes valoracions d'audiència. L'episodi final es va emetre el 4 de juliol de 2007.

### Retorn i nou retrobamant amb l'èxit (2009-present)
Williamson va desenvolupar una nova sèrie de televisió per a The CW titulada The Vampire Diaries, que va ser adaptada de una sèrie de novel·les del mateix nom de L. J. Smith. La sèrie segueix la vida d'Elena Gilbert (Nina Dobrev), que s'enamora del vampir Stefan Salvatore (Paul Wesley), i aviat es veu atrapada en un triangle amorós entre Stefan i el seu germà gran, Damon (Ian Somerhalder), mentre que els germans també estan sent perseguits pel passat que han tingut amb Katherine Pierce (també interpretada per Dobrev). La sèrie també se centra en la vida dels amics d'Elena i altres residents de la ciutat fictícia de Mystic Falls, Virgínia. The Vampire Diaries es va estrenar el 10 de setembre de 2009 i s'ha convertit en un èxit nacional i internacional.
Williamson va desenvolupar una nova sèrie de televisió per a The CW titulada The Secret Circle, que era d'una altra sèrie de llibres de l'escriptor de Vampire Diaries L. J. Smith. La sèrie gira al voltant de sis bruixes adolescents que formen un aquelarre circular a la ciutat fictícia de Chance Harbour, Washington.
The Secret Circle es va estrenar el 15 de setembre de 2011, just després de l'estrena de la tercera temporada de The Vampire Diaries. Es va recollir per a una temporada completa el 12 d'octubre de 2011. Finalment es va cancel·lar.
Williamson va ser l'escriptor i productor de Scream 4, que va començar a rodar-se el juny de 2010 i es va estrenar als cinemes el 15 d'abril de 2011.
Williamson va crear la sèrie de televisió The Following, que va començar a emetre's a Fox a la temporada de televisió 2012–13. Protagonitzada per l'aclamat actor Kevin Bacon, la sèrie segueix un ex agent de l'FBI que es troba enmig d'una xarxa d'assassins en sèrie. La sèrie va ser cancel·lada per Fox el 8 de maig de 2015, però es va informar que la sèrie l'estava comprant Hulu per a una possible quarta temporada.
Williamson també va crear Stalker, un thriller psicològic centrat en un parell de detectius que gestionen incidents d'assetjament per a la Unitat de Gestió d'Amenaces del LAPD. El pilot va ser dirigit per Liz Friedlander i protagonitzat per Dylan McDermott i Maggie Q. La sèrie es va cancel·lar l'11 de maig de 2015, després d'una temporada. Es va informar que Warner Bros. possiblement compraria la sèrie.
El 2017, Williamson va desenvolupar Time After Time, basada en la novel·la homònima, amb la trama. restablert el 2017 a la ciutat de Nova York. No va aconseguir captar una audiència prou gran per a ABC.
L'any 2018, Williamson va crear Tell Me a Story, un thriller psicològic basat en la sèrie de televisió mexicana Érase una vez, que pren "els més importants i estimats del món contes de fades i els reimagina com un thriller psicològic fosc i retorçat". El pilot també va ser dirigit per Friedlander (que també va dirigir episodis de The Vampire Diaries, The Following i Stalker per a Williamson) i protagonitzat per James Wolk, Billy Magnussen , Dania Ramirez, Kim Cattrall, Danielle Campbell i Paul Wesley. Aquest últim va ser un dels actors principals de l'anterior programa de Williamson, The Vampire Diaires. El programa va començar a emetre's a CBS All Access el 31 d'octubre de 2018.
El març de 2020, es va anunciar que Williamson seria productor executiu de la cinquena entrega de la franquícia Scream, dirigida per Tyler Gillett i Matt Bettinelli-Olpin. La pel·lícula es va estrenar el 14 de gener de 2022.
El gener de 2022, es va anunciar que Williamson es reuniria amb Julie Plec per a una adaptació del còmic Dead Day per a Peacock. El gener de 2023, es va anunciar que Peacock ja no avançava amb Dead Day, però que la sèrie potencial s'estava comprant a altres xarxes.
El febrer de 2022, es va anunciar que una seqüela de Scream (2022) havia tingut llum verda, amb una data de llançament prevista el 31 de març de 2023, amb Williamson a bord com a productor executiu.
El juny de 2022, Julie Plec, que va cocrear The Vampire Diaries amb Williamson, va anunciar que ella, Williamson i un altre productor executiu de TVDU, Brett Matthews, estaven treballant junts en un quart programa de l'univers.

## Vida personal
Williamson és obertament gai. El va sortir de l'armari als seus amics i familiars el 1992.

## Filmografia

### Cinema
| Any  | Títol                           | Guionista    | Productor | Director |
| ---- | ------------------------------- | ------------ | --------- | -------- |
| 1996 | Scream                          | Sí           | No        | No       |
| 1997 | I Know What You Did Last Summer | Sí           | No        | No       |
| 1997 | Scream 2                        | Sí           | Executiu  | No       |
| 1998 | Halloween H20: 20 Years Later   | No acreditat | Executiu  | No       |
| 1998 | The Faculty                     | Sí           | No        | No       |
| 1999 | Segrestant la senyoreta Tingle  | Sí           | No        | Sí       |
| 2000 | Scream 3                        | No           | Sí        | No       |
| 2005 | Cursed                          | Sí           | Sí        | No       |
| 2005 | Venom                           | No           | Sí        | No       |
| 2011 | Scream 4                        | Sí           | Sí        | No       |
| 2022 | Scream                          | No           | Executiu  | No       |
| 2022 | Sick                            | Sí           | Sí        | No       |
| 2023 | Scream VI                       | No           | Executiu  | No       |
| TBA  | The Georgetown Project          | No           | Sí        | No       |

### Televisió
| Any       | Títol               | Guionista | Creador | Productor executiu | Notes            |
| --------- | ------------------- | --------- | ------- | ------------------ | ---------------- |
| 1998–2003 | Dawson's Creek      | Sí        | Sí      | Sí                 |                  |
| 1999      | Wasteland           | Sí        | Sí      | Sí                 |                  |
| 2002      | Glory Days          | Sí        | Sí      | Sí                 |                  |
| 2007      | Hidden Palms        | Sí        | Sí      | Sí                 |                  |
| 2009–2017 | The Vampire Diaries | Sí        | Sí      | Sí                 |                  |
| 2011–2012 | The Secret Circle   | Sí        | No      | Sí                 |                  |
| 2013–2015 | The Following       | Sí        | Sí      | Sí                 |                  |
| 2014–2015 | Stalker             | Sí        | Sí      | Sí                 |                  |
| 2015      | Scream              | Story     | No      | No                 | Episode: "Pilot" |
| 2017      | Time After Time     | Sí        | Sí      | Sí                 |                  |
| 2018–2020 | Tell Me a Story     | Sí        | Sí      | Sí                 |                  |